# Zamek (Chichén Itzá)

Zamek

Zamek (hiszp. El Castillo) lub piramida Kukulkana – mezoamerykańska piramida schodkowa położona w centrum starożytnego miasta Chichén Itzá w Meksyku. Budowla składa się z dziewięciu platform i świątyni znajdującej się na szczycie. Łącznie mierzy 30 m wysokości oraz 55 m długości u podstawy. Na jej szczyt wiodą schody znajdujące się z każdej strony budowli. Hiszpańska nazwa El Castillo została nadana w XVI wieku przez konkwistadorów, którzy dopatrzyli się w niej architektonicznych podobieństw do europejskich budowli.
W 1988 roku ruiny Chichén Itzá zostały wpisane na listę światowego dziedzictwa UNESCO, a w 2007 roku zostały wybrane jednym z siedmiu nowych cudów świata.

## Wymiary
W porównaniu z Piramidą Cheopsa w Egipcie (147 m wysokości) i Piramidą Słońca w Teotihuacán (75 m), wymiary piramidy Kukulkana są niewielkie. Jej wysokość od podstawy do górnej platformy wynosi 24 m, na której wznosi się 6 m świątynia, co łącznie daje 30 m. Z kolei długość podstawy to 55,3 m. I choć nie może się ona równać z innymi tego typu budowlami, jak np. piramidy w Tikál, to wyróżnia się szczegółami architektonicznymi oraz symbolami astronomicznymi.

## Historia

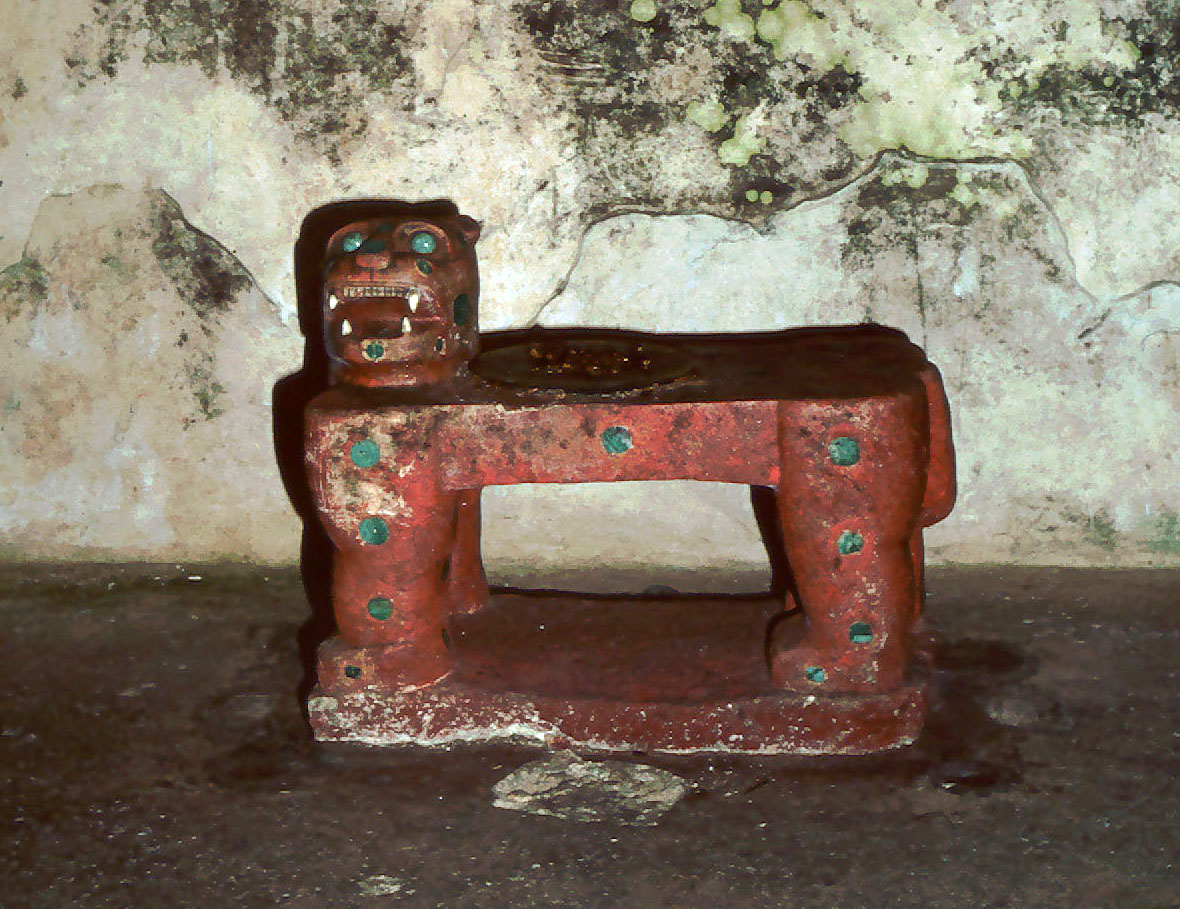
Czerwony tron w kształcie jaguara

Piramida została wzniesiona przez cywilizację Majów pomiędzy IX a XII wiekiem n.e. ku czci boga Kukulkana.
W 1566 roku Diego de Landa sporządził w swoim słynnym rękopisie Relación de las cosas de Yucatán pierwszy znany opis Zamku. Trzysta lat później John Lloyd Stephens w książce Incidentes del viaje a Yucatán (1843) dokładnie opisał architekturę piramidy, która w owym czasie, podobnie jak całe Chichén Itzá, znajdowała się w posiadaniu Juana Sosa. W książce znalazły się również litografie Fredericka Catherwooda, przedstawiające ściany piramidy pokryte bujną roślinnością. Podobny, choć już nieco mniej zarośnięty wygląd piramidy, pokazują fotografie z przełomu XIX i XX wieku.
W 1924 roku Carnegie Institution of Washington poprosił rząd Meksyku o zgodę na badania oraz rekonstrukcję ruin Chichén Itzá. Prace z pomocą meksykańskich archeologów rozpoczęto trzy lata później. W kwietniu 1931 roku dzięki odkryciu schodów prowadzących do drugiej budowli udało się potwierdzić hipotezę, że piramida została zbudowana na starszej konstrukcji. 7 czerwca 1932 roku archeolog José Erosa Peniche odnalazł koralowe i obsydianowe przedmioty ozdobione turkusem (obecnie eksponowane w Narodowym Muzeum Antropologicznym w Meksyku) oraz ludzkie szczątki.
Po kilku latach pracy, w kwietniu 1935 roku wewnątrz starszej piramidy odkryto komnatę z posągami Chac Mool trzymającymi półmiski na dary oraz pomalowany na czerwono tron w kształcie jaguara. Ustalono, że wcześniejsza budowla mierzyła 17 m wysokości oraz 33 m długości u podstawy i składała się z dziewięciu platform. Jej powstanie ocenia się na XI wiek.
W 2006 roku Narodowy Instytut Antropologii i Historii, który zarządza stanowiskiem archeologicznym w Chichén Itzá ograniczył turystom dostęp do ruin (w tym do piramidy Kukulkana). Zwiedzający mogą je oglądać z zewnątrz, ale nie mogą do nich wchodzić.

## Astronomiczne symbole

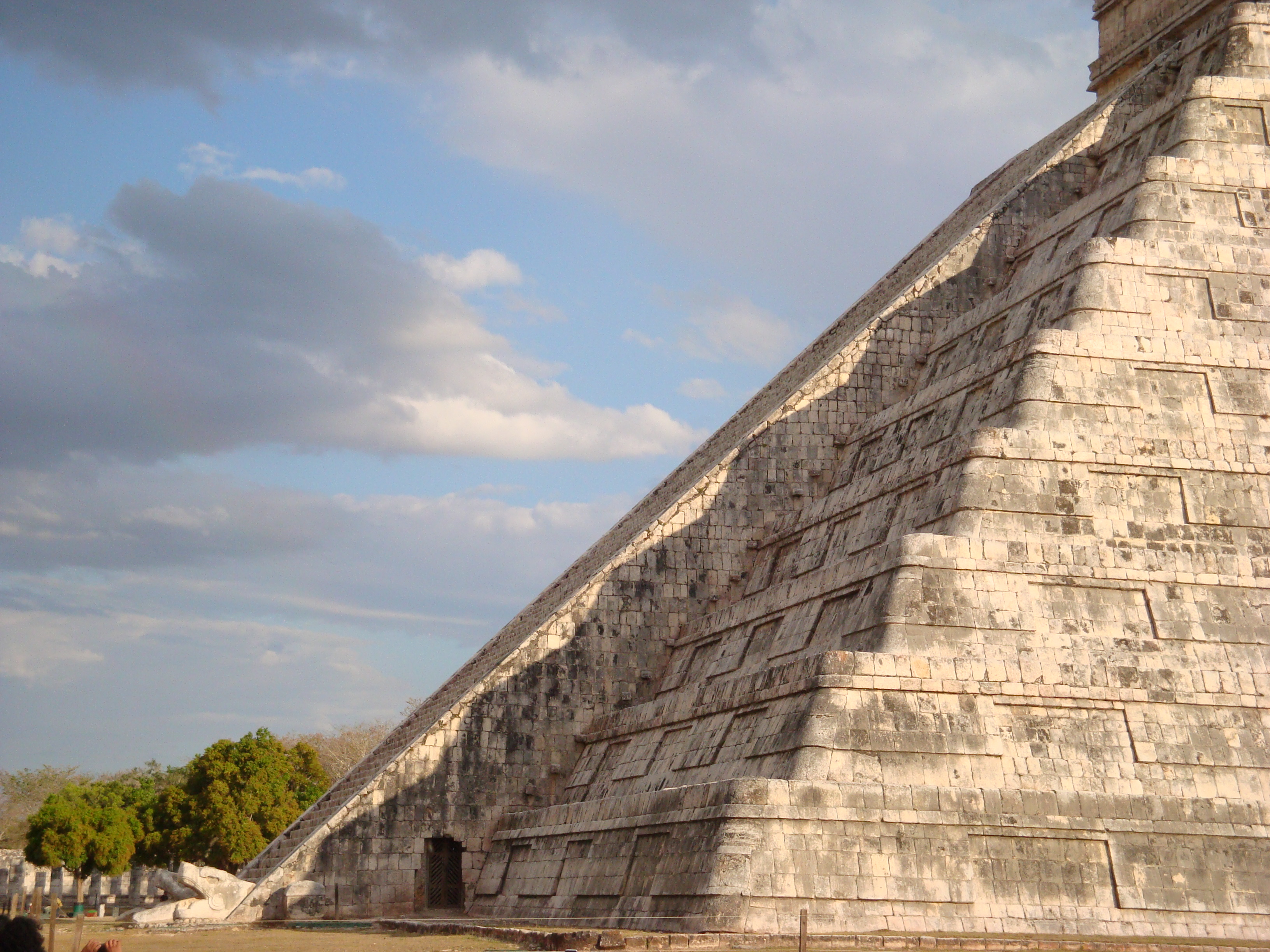
Cień w kształcie węża rzucany na ścianę piramidy w czasie równonocy

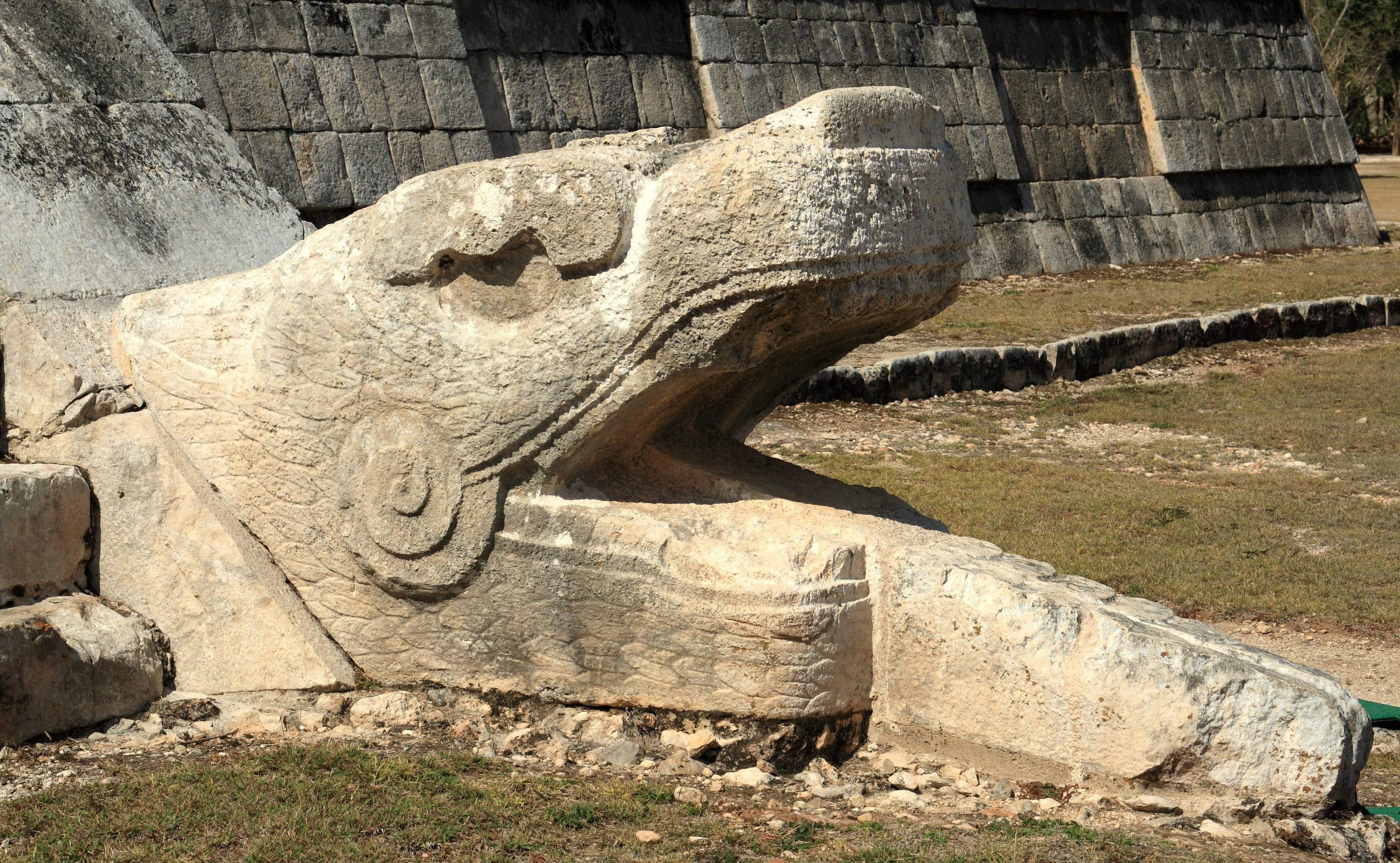
Głowa Pierzastego Węża u podstawy balustrady

Dokładne badania Zamku wykazały, że Majowie, którzy ją wznosili posiadali szeroką wiedzę z zakresu matematyki, geometrii i astronomii. Jednym z najciekawszych dowodów na to jest zjawisko, które można zaobserwować podczas wiosennej i jesiennej równonocy, gdy narożnik piramidy rzuca wężowaty cień na północną ścianę budowli. Wraz z zachodzącym słońcem zmieniający się cień przypomina wijącego węża. Efekt wzmacniają dodatkowo znajdujące się na końcach balustrad rzeźby głów pierzastych węży. Niezwykłe zjawisko za każdym razem przyciąga tłumy turystów.
Ostrożnie przyjmuje się, że piramida ma także związek z kalendarzem słonecznym, tolteckim i majańskim. Każde z czterech schodów, które prowadzą na szczyt, posiadają 91 stopni co daje wynik 364 plus szczyt platformy. Łącznie to 365, co odpowiada liczbom dni kalendarza słonecznego. Ponadto budowla posiada 52 uwydatnione płyty na każdej ze ścian. 52 to liczba lat, które składają się na jeden toltecki cykl. Z kolei każda z dziewięciu platform przedzielona jest schodami na dwie części. W ten sposób wychodzi liczba 18, która odpowiada liczbie miesięcy w kalendarzu Majów. Podobnych zbieżności jest w budowli znacznie więcej, co pozwala przypuszczać, że pełniła ona nie tylko funkcję ceremonialną, ale też odwoływała się do poczucia czasu poprzez symboliczne akcenty z różnych kalendarzy. Dzięki temu Majowie mogli np. wiedzieć kiedy rozpocząć siewy, żniwa lub ważne uroczystości.

## Galeria

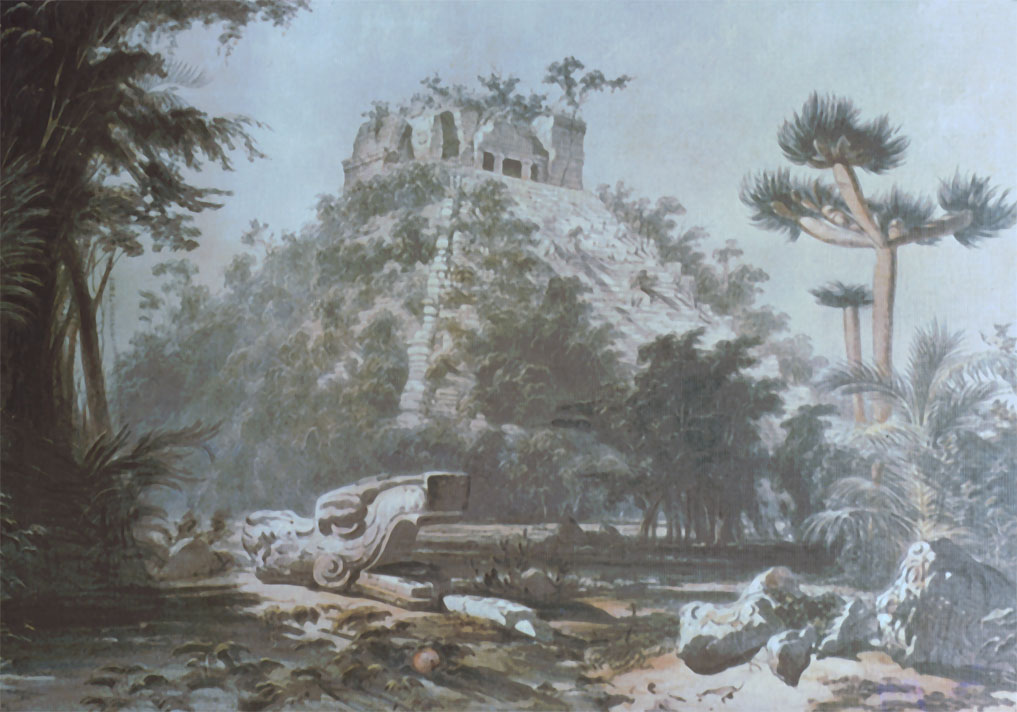
Litografia Fredericka Catherwooda z 1843 roku
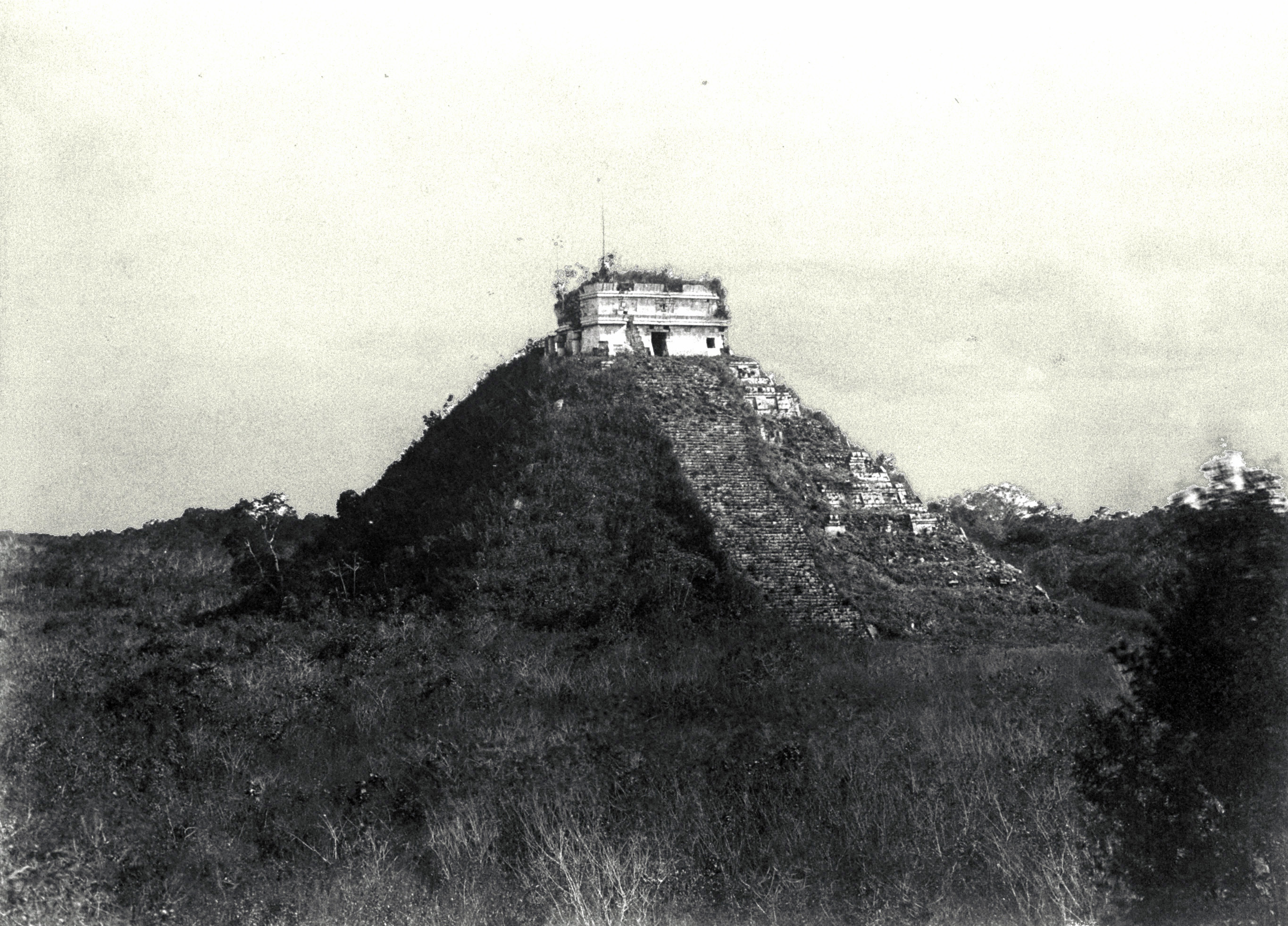
Fotografia piramidy z 1892 roku. Była wówczas zarośnięta
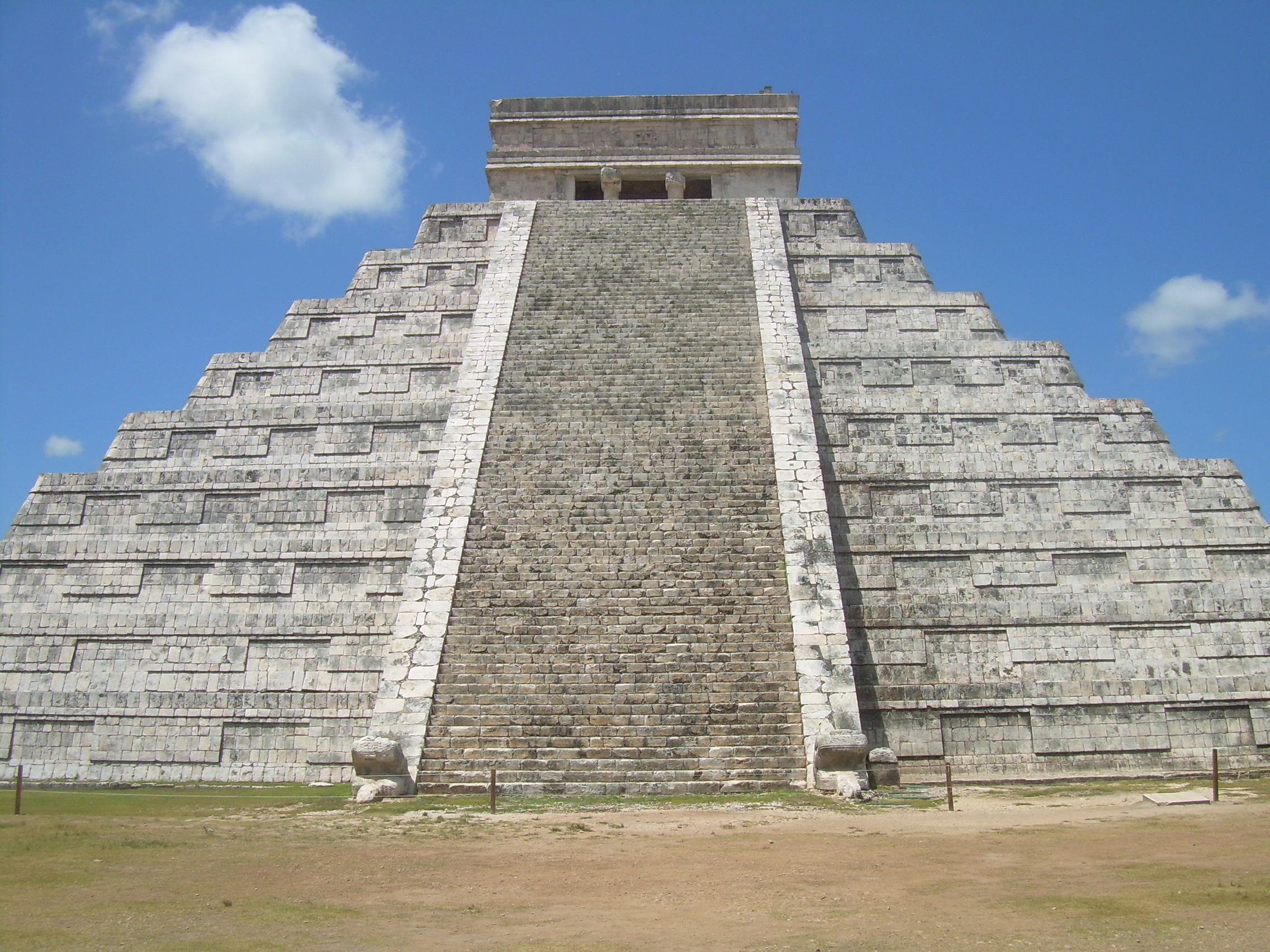
Północna strona budowli
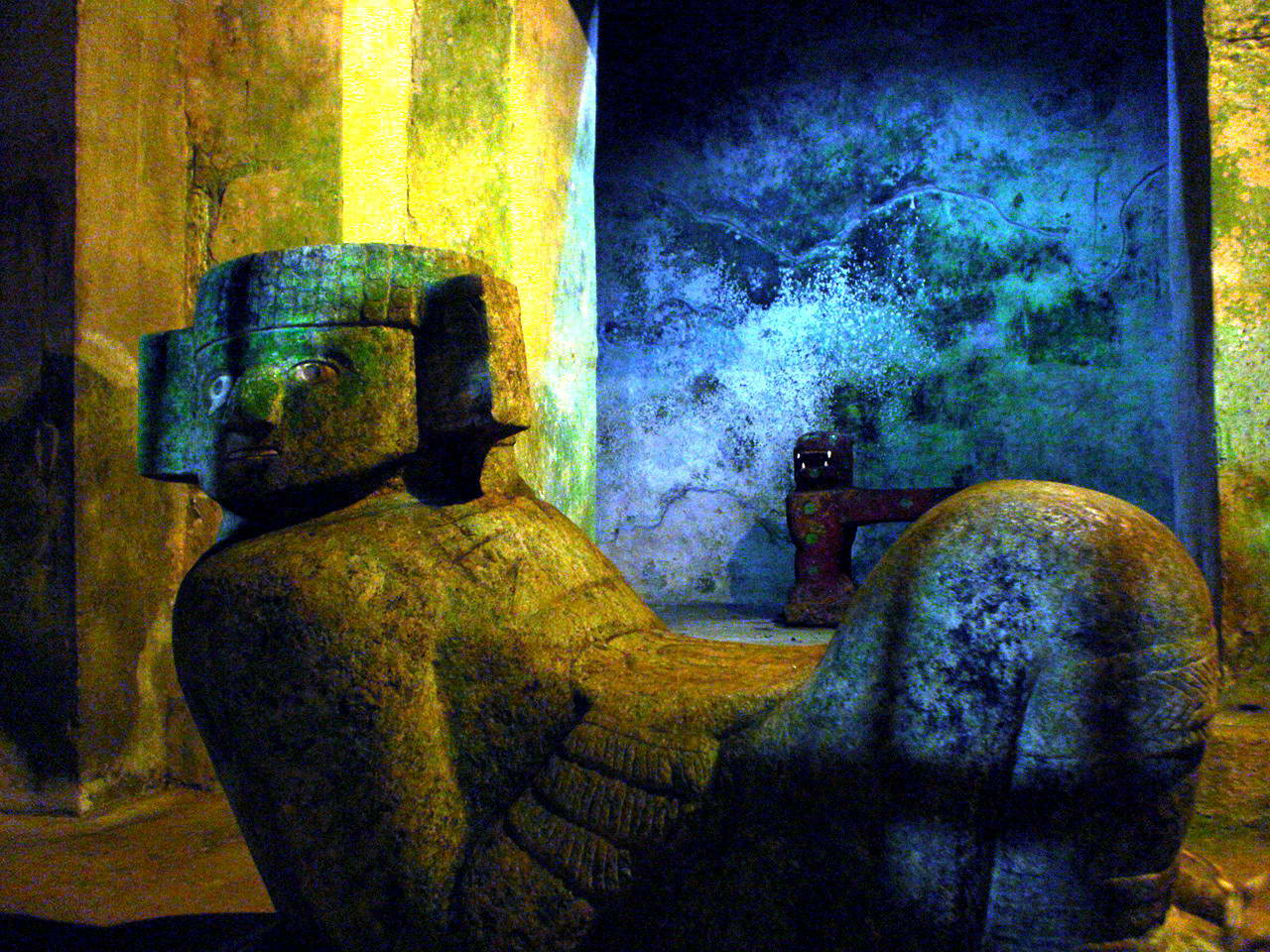
Posąg Chac Mool